# Mistrzostwa Polski w Narciarstwie 1937
Mistrzostwa Polski w Narciarstwie 1937 – zawody sportowe, które odbyły się w dniach 31 grudnia 1936 r., 30 stycznia–1 lutego oraz 6–7 marca 1937 r. w Zakopanem i Wiśle w konkurencjach narciarskich.

## Medaliści
| Konkurencja                                                  | Złoto                                                                                       | Rezultat | Srebro                                                                             | Rezultat | Brąz                                                                            | Rezultat |
| Bieg rozstawny ‧ 31 grudnia 1936 ‧ Zakopane                  |                                                                                             |          |                                                                                    |          |                                                                                 |          |
| Bieg rozstawny 4 x 10 km                                     | SN Strzelec Zakopane Stanisław Karpiel Edward Nowacki Zdzisław Słowiński Stanisław Pradziad | 3:11:18  | SN Wisła Zakopane Mieczysław Wnuk Jan Bochenek Michał Górski Marian Woyna Orlewicz | 3:13:49  | SN PTT Zakopane Andrzej Marusarz Władysław Berych Jan Dawidek Stanisław Skupień | 3:13:54  |
| Program klasyczny ‧ 30 stycznia–1 lutego 1937 ‧ Wisła-Głębce |                                                                                             |          |                                                                                    |          |                                                                                 |          |
| Kombinacja norweska mężczyzn Bieg złożony mężczyzn           | Bronisław Czech SN AZS Kraków                                                               | 452,3    | Andrzej Marusarz SN PTT Zakopane                                                   | 435,6    | Stanisław Marusarz SN PTT Zakopane                                              | 425      |
| Bieg na 18 km mężczyzn                                       | Edward Nowacki SN Strzelec Zakopane                                                         | 1:19:33  | Bronisław Czech SN AZS Kraków                                                      | 1:20:01  | Jan Czepczor ŚKN Katowice                                                       | 1:21:01  |
| Bieg na 50 km mężczyzn                                       | Jan Czepczor ŚKN Katowice                                                                   | 3:02:17  | Jan Dawidek SN PTT Zakopane                                                        | 3:02:44  | Tadeusz Wowkonowicz SN Wisła Zakopane                                           | 3:04:10  |
| Skoki mężczyzn                                               | Stanisław Marusarz SN PTT Zakopane                                                          | 230,4    | Bronisław Czech SN AZS Kraków                                                      | 214,6    | Piotr Kolesar SN Wisła Zakopane                                                 | 213,5    |
| Program zjazdowy ‧ 6–7 marca 1937 ‧ Zakopane                 |                                                                                             |          |                                                                                    |          |                                                                                 |          |
| Kombinacja alpejska mężczyzn Złożony bieg zjazdowy mężczyzn  | Bronisław Czech SN AZS Kraków                                                               | 262,3    | Hubert Kotschy ÖSV, Austria                                                        | 270,1    | Johann Seelos ÖSV, Austria                                                      | 296,6    |
| Bieg zjazdowy mężczyzn                                       | Bronisław Czech SN AZS Kraków                                                               | 2:39,2   | Hubert Kotschy ÖSV, Austria                                                        | 2:57,2   | Jan Lipowski SN Wisła Zakopane                                                  | 3:09,2   |
| Slalom mężczyzn                                              | Hubert Kotschy ÖSV, Austria                                                                 | 185,8    | Johann Seelos ÖSV, Austria                                                         | 192,3    | Walter Hollmann HDW, Czechosłowacja                                             | 201,4    |
| Kombinacja alpejska kobiet Złożony bieg zjazdowy kobiet      | Helena Marusarzówna SN PTT Zakopane                                                         | 424,5    | Janina Czechówna ON Sokół Zakopane                                                 | 461,2    | Józefa Brzozówna ON Sokół Zakopane                                              | 514,6    |
| Bieg zjazdowy kobiet                                         | Bronisława Staszel-Polankowa ON Sokół Zakopane                                              | 3:37     | Helena Marusarzówna SN PTT Zakopane                                                | 4:16,2   | Janina Czechówna ON Sokół Zakopane                                              | 4:17,5   |
| Slalom kobiet                                                | Helena Marusarzówna SN PTT Zakopane                                                         | 209,9    | Janina Czechówna ON Sokół Zakopane                                                 | 254,6    | Zofia Musiolikówna Rybnicki Klub Narciarski                                     | 280,5    |